# قسم هليلان الريفي (مقاطعة تشرداول)
قسم هليلان الريفي (بالفارسية: دهستان هلیلان) هي منطقة ريفية تقع في محافظة إيلام في إيران. يقدر عدد سكانها بـ 12,069 نسمة .